# Freya Tingley
Freya Tingley es una actriz australiana nacida el 26 de marzo de 1994 en Perth, Australia Occidental. Es conocida por interpretar a Christina Wendall en la serie de terror de Netflix Hemlock Grove y Wendy Darling en la serie de fantasía de ABC Once Upon a Time.

## Biografía
Tingley nació en Perth, Australia Occidental el 26 de marzo de 1994. Hija de Coppelia y Chris Tingley, se crio en el barrio de Mount Claremont. Tiene una hermana llamada Ella.
El primer papel profesional de Freya fue Joan de joven en la obra de Caryl Churchill, Far Away en el Black Swan Theatre Company en 2008. Dos años más tarde, fue descubierta por un cazatalentos y se mudó a Los Ángeles para seguir su carrera de actriz. Desde entonces, ha trabajado en películas como Bootleg, Light as a Feather, dirigida por Damien Spiccia, y X, dirigida por Jon Hewitt, así como en la miniserie Cloudstreet, basada en la novela homónima de Tim Winton. Tuvo que aprender el lenguaje de señas para interpretar a una niña sorda en el cortometraje Beneath the Waves, en 2011.
En 2012, Tingley obtuvo el papel de Christina Wendall, una novelista en ciernes que ve la oportunidad de entrevistar a un sospechoso de asesinato en la serie de terror y suspenso Hemlock Grove, creada por Brian McGreevy y Lee Shipman y producida por Eli Roth para Netflix. En 2013 obtuvo un personaje recurrente en la serie de la ABC, Once Upon a Time donde interpreta a Wendy Darling.

## Filmografía
| Cine       | Cine               | Cine              | Cine                 |
| Año        | Película           | Personaje         | Notas                |
| ---------- | ------------------ | ----------------- | -------------------- |
| 2009       | Bootleg            | Sarah             | Cortometraje         |
| 2010       | Light as a Feather | Sophie            | Cortometraje         |
| 2011       | X                  | Cindy             |                      |
| 2011       | Beneath the Waves  | Eleanor           | Cortometraje         |
| 2012       | Sticks and Stones  | Zoe               | Cortometraje         |
| 2014       | Jersey Boys        | Francine Valli    |                      |
| 2014       | Swelter            | London            |                      |
| Televisión |                    |                   |                      |
| Año        | Título             | Personaje         | Notas                |
| 2011       | Cloudstreet        | Hat Lamb          | 1 episodio           |
| 2013       | Hemlock Grove      | Christina Wendall | Elenco principal     |
| 2013       | Once Upon a Time   | Wendy Darling     | Personaje recurrente |